# Różynka

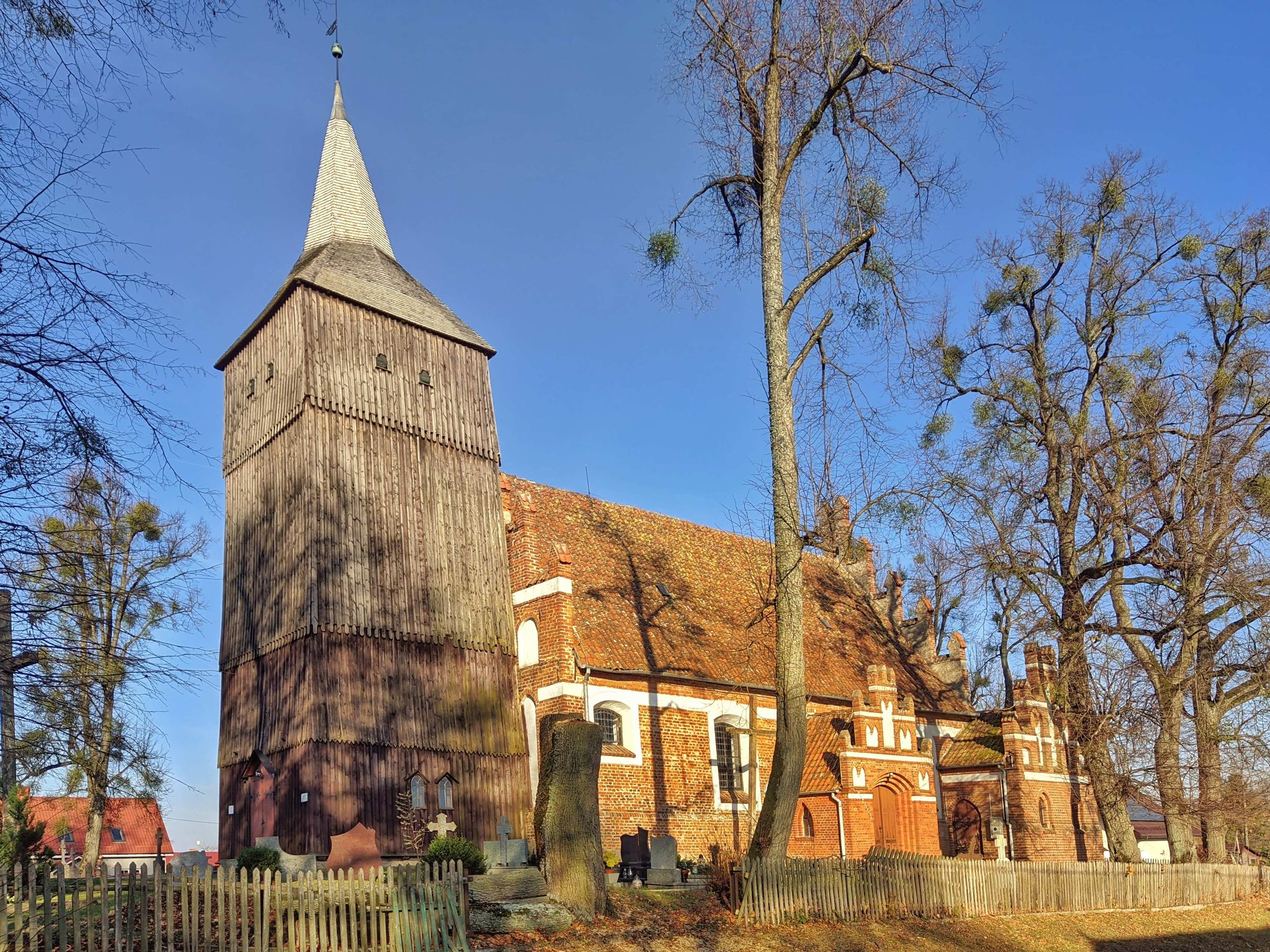
Późnogotycki kościół w Różynce

Różynka (niem. Rosengarth) – wieś w Polsce położona w województwie warmińsko-mazurskim, w powiecie olsztyńskim, w gminie Świątki.  Wieś znajduje się w historycznym regionie Warmia.
W latach 1975–1998 miejscowość administracyjnie należała do województwa olsztyńskiego.
Wieś położona w okolicy, charakteryzującej się różnorodnością form terenu i roślinność (tereny leśne Leśnictwa Różanka), które częściowo objęte są strefami ochrony. Szczególne walory podkreślają liczne gatunki roślin i zwierząt. Występują tu stanowiska orła bielika, bociana czarnego, żurawi, łabędzi, kaczek. Część południową porastają bory bagienne i torfowiska wysokie ze stanowiskami rosiczki i żurawiny.

## Historia
Wieś założona była przez wójta warmińskiego Brunona Lutra. Lokację potwierdził w 1359 r. biskup warmiński Jan Stryprock. Podwaliny pierwszego kościoła powstały prawdopodobnie w XIV w., jednak ten fakt nie został potwierdzony żadnym dokumentem. Wieś została zniszczona podczas wojny polsko-krzyżackiej 1519–1521.

## Kościół
Kościół pod wezwaniem św. Mateusza Apostoła powstał w 1604 r., natomiast konsekrował go 26 listopada 1606 r. biskup warmiński Szymon Rudnicki. Wieża kościelna pochodzi z XVIII w., a obecny dach wykonano po 1935 r., po spaleniu poprzedniego. W 1912 dobudowano do kościoła nowe prezbiterium z zakrystią oraz kruchtą.
Największym zabytkowym obiektem znajdującym się w Różynce jest późnogotycki kościół, murowany, orientowany, na rzucie prostokąta, z wydzielonym, trójbocznie zamkniętym prezbiterium dobudowanym wtórnie. Szczyt wschodni uskokowo-sterczynowy z blendami, analogiczny szczyt zachodni przesłonięty wieżą. Wieża na rzucie kwadratu, drewniana, konstrukcji słupowej, szalowana. Remont kapitalny w 2014 roku ze środków MKiDN. Wyposażenie kościoła nie jest skromne, większość malowideł (ściennych i sufitu) pochodzi z XIX w. Ciekawym elementem jest stary cmentarz z licznymi grobami, w większości niemieckimi, z ciekawą roślinnością wysoką (głównie gatunki buka, dębu, lipy czy klonu) oraz liczne kapliczki przydrożne, drewniane i żeliwne krzyże.

### Zabytki
- Ołtarz główny, późnoklasycystyczny C. Biereichela z 1 poł. XIX w. (ok. 1830), rzeźby św. Jana Ewangelisty i św. Łukasza oraz obrazy Koronacja NMP i obraz św. Mateusza – późny barok.
- Tabernakulum barokowe.
- Ołtarz boczny płn. – barokowy z 1685 roku – rzeźby: św. Jakub Starszy i Jan Ewangelista, Michał Archanioł, obraz Zwiastowanie.
- Ołtarz boczny płd. barokowy z 1715 roku – rzeźby: św. Mikołaj z Bari bp, św. Józef, obrazy św. Rocha i św. Antoniego.
- Ambona, późny klasycyzm C. Biereichela z 1 poł. XIX w. (ok. 1830).
- Krucyfiksy 1 poł. XVI w. późny gotyk 1 poł. XVII w. rokoko XVIII w. barok XVIII w. ok. 1700 rok.
- Droga Krzyżowa neogotyk.
- Obraz Matka Boska ze św. Katarzyną i św. Antonim, manierystyczny, warmiński, renesansowy (po częściowej renowacji), 1 poł. XVII w.
- Świeczniki cynowe połowa XVIII w.
- Anioły procesyjne, świeczniki, XVIII w. i 1830 rok.
- Kropielnice kamienne, średniowieczne.
- Kielich 1898 rok.
- Monstrancja, 1746 rok.
- Łódka na kadzidło, barok.

## Demografia
W 1656 r. na osiemdziesięciu włókach gospodarzyło ośmiu chłopów i dwóch sołtysów. W 1783 r. wieś liczyła 66 dymów. W 1818 r. zamieszkiwały ją 336 osoby, w 1939 – 766, a w 1998 – 262.